# Il était une fois dans l'œuf
Il était une fois dans l’œuf est le nom d'un collectif de création littéraire créé par Mathieu Blais et Joël Casséus afin de regrouper leur production d'écriture collective.
Le 1er janvier 2014, le collectif a lancé l’OPÉRATION LATENCE. Le collectif a alors annoncé qu’il plongeait dans la clandestinité pour une période indéterminée. 

## Romans
- Mathieu Blais et Joël Casséus, ZIPPO – Il était une fois dans l'œuf, 2010, Montréal : Éditions Leméac  (ISBN 978-2-7609-3324-8)
- Mathieu Blais et Joël Casséus, ZIPPO – Il était une fois dans l'œuf, 2012, Paris : Kyklos éditions  (ISBN 978-2918406-24-2)
- Mathieu Blais et Joël Casséus, ZIPPO – Once Upon a Time in the Egg, (Kathryn Gabinet-Kroo, trad.), 2013, Toronto : Exile Editions  (ISBN 978-1-5509-6312-0)
- Mathieu Blais et Joël Casséus, L'esprit du temps – Il était une fois dans l'œuf, 2013, Montréal : Éditions Leméac  (ISBN 978-2760933651)

## Honneurs
- 2014 - Finalistes au Prix Jacques-Brossard de la science-fiction et du fantastique, L'esprit du temps – Il était une fois dans l'œuf.